# Eudelus gumperdensis
Eudelus gumperdensis là một loài tò vò trong họ Ichneumonidae.